# Ogmostethus australis
Ogmostethus australis is een keversoort uit de familie klopkevers (Anobiidae). De wetenschappelijke naam van de soort is voor het eerst geldig gepubliceerd in 1969 door Español.